# مغرفة الستينات
 

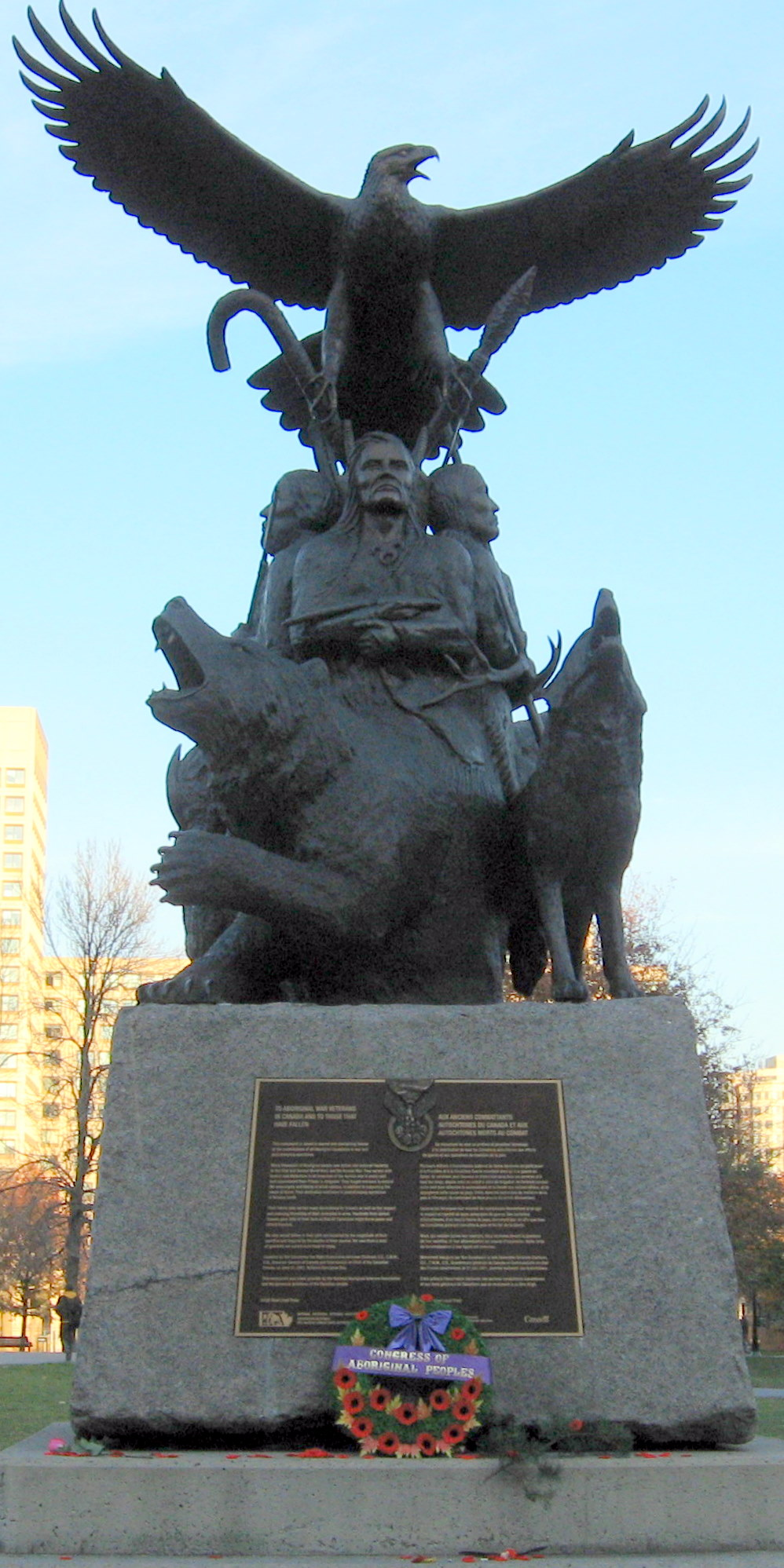
نصب تذكاري لقدامى المحاربين من السكان الأصليين في حديقة الكونفدرالية، أوتاوا، كندا.

مغرفة الستينيات  هي سياسة اتخذتها حكومة كندا مكنت سلطات رعاية الأطفال من غرف أو "سلب" أطفال السكان الأصليين من أسرهم ومجتمعاتهم لوضعهم في دور الحضانة، ثم ترحيل الأطفال للعيش مع عوائل من ذوي البشرة البيضاء. على الرغم من أن اسمها يشير إلى الستينيات، إلا أن "مغرفة الستينيات" بدأت في منتصف وأواخر الخمسينيات واستمرت حتى الثمانينيات.
تشير التقديرات إلى أنه تم سلب ما مجموعة 20000 طفل من السكان الأصليين في كندا ثم توزيعهم على العوائل البيضاء من الطبقة المتوسطة كجزء من مغرفة الستينيات.
كان لكل مقاطعة برامج رعاية وسياسات تبني مختلفة؛ كان لدى ساسكاتشوان برنامج الدمج بين الأعراق عبر التبني وبرنامج مخصص لأطفال السكان الأصليين وهو برنامج تبني الميتيس الهندي (AIM). ظهرت العبارة لأول مرة مطبوعة في تقرير صدر عام 1983 بتكليف من المجلس الكندي للتنمية الاجتماعية، بعنوان "الأطفال الأصليون ونظام رعاية الطفل"،  حيث أشار الباحث باتريك جونستون إلى مصدر المصطلح واعتمد استخدامه  وهو مشابه لمصطلح " عصر مغرفة الطفل " الذي يشير إلى الفترة من أواخر الخمسينيات إلى الثمانينيات والتي تم فيها أخذ أعداد كبيرة من الأطفال من أمهات غير متزوجات وعرضهم للتبني.
توقفت السياسات الحكومية التي أدت إلى مغرفة الستينيات في منتصف الثمانينيات، بعد أن أصدر رؤساء أونتاريو قرارات ضدهم، وأدانهم تحقيق قضائي في مانيتوبا بشدة.
عندئذ رفعت دعاوى قضائية متعددة في كندا من قبل أشخاص وضعوا سابقا في صغرهم في برنامج مغرفة الستينيات، وسلسلة من الدعاوى القضائية الجماعية التي تم إطلاقها في خمس مقاطعات، مثل تلك التي تم رفعها في كولومبيا البريطانية في عام 2011. كانت مارسيا براون مارتل، رئيسة الأمة الأولى في بيفرهاوس، هي المدعية الرئيسية في الدعوى الجماعية المرفوعة في أونتاريو في عام 2009.
وفي 14 فبراير 2017، حكم قاضي المحكمة العليا في أونتاريو، إدوارد بيلوبابا، بأن الحكومة مسؤولة عن الضرر الناجم عن مغرفة الستينيات؛  وفي 6 أكتوبر 2017، تم الإعلان عن تسوية بقيمة 800 مليون دولار في قضية مارتل.
الميتيس وشعوب الأمم الأولى الغير مسجلين تم استثنائهم من الاتفاقية، الا أن الشبكة الوطنية للناجين من السكان الأصليين لرعاية الأطفال -هي مجموعة يقودها الناجون من مشروع مغرفة الستينيات ومقرهم في أوتاوا- رفضوا التسوية ما لم تشمل جميع السكان الأصليين الذين تم أخذهم من منازلهم وتم تبنيهم قسراً.

## تاريخ

### الخلفية: نظام المدارس السكنية الكندية الهندية والتوسع في رعاية الطفل
تزامنت بداية "مغرفة الستينات" مع معاناة الأسر الأصلية مع تداعيات مشروع المدرسة السكنية التي كانت لها آثار سلبية على ظروفهم الاجتماعية والاقتصادية والمعيشية. أغلقت اخر مدرسة سكنية عام 1996  تم تنفيذ نظام المدارس الداخلية في كندا من قبل الحكومة الفيدرالية وتديره كنائس مختلفة. كان الغرض منه هو إخراج أطفال السكان الأصليين من بيئتهم، وتعليمهم القيم الأوروبية الكندية والمسيحية.

### سياسات
تم احتجاز وترحيل الأطفال قسراً من أراضيهم الأصلية ومجتمعهم وغالباً دون علم أو موافقة أسرهم أو قبائلهم. غالبًا ما يتم إرسال الأشقاء عمدًا إلى مناطق مختلفة من أجل القضاء على أي شكل من أشكال التواصل مع عائلاتهم.
منع الأطفال من التحدث بلغاتهم، أو الاتصال بأسرهم، أو الاعتراف بثقافتهم بأي شكل من الأشكال. ولم يُسمح لهؤلاء الأطفال بمعرفة جنسيتهم الحقيقية أو أي شيء عن عائلتهم أو تاريخهم. إذا أراد الطفل أن يعرف هويته الثقافية، عليه أن يحصل على موافقة من والديه البيولوجيين. وبما أن الحكومة تأكدت من عدم وجود صلة بين الأطفال وعائلاتهم البيولوجية، لم يتمكنوا أبدًا من فتح سجلات ميلادهم. وهكذا شكك الأطفال في تراثهم الثقافي، لكنهم لم يتمكنوا من تأكيده أو نفيه بأي دليل.
الناجون من المدارس السكنية الكندية تحدثوا علنًا عن الاعتداء الجسدي والجنسي والنفسي والإيماني الذي تعرضوا له على يد موظفي المدرسة السكنية. كان التأثير الثقافي الدائم على عائلات ومجتمعات الأمم الأولى والميتي والإنويت واسع النطاق.

### المقاومة
كافحت الأمم الأولى باستمرار لمقاومة هذه السياسات بطرق متنوعة، بما في ذلك اللجوء للمحاكم ( Natural Parents v. Superintendent of Child Welfare, 1976, 60 D.L.R. 3 rd 148 S.C.C) ومع سياساتهم الخاصة، مثل اللائحة الداخلية الفردية لفرقة سبالومشين الهندية لتنظيم برنامج رعاية الأطفال الخاص بها، بدرجات متفاوتة من النجاح.
استجابت مجتمعات الأمم الأولى لفقدان أطفالها والإبادة الجماعية الثقافية الناتجة عن ذلك من خلال السعي لاسترجاع الأطفال الذين فشل تبنيهم والعمل على استعادة السيطرة على ممارسات رعاية الأطفال المتعلقة بأطفالهم، والتي بدأت في عام 1973 مع اتفاقية رعاية الطفل بلاكفوت (سيكسيكا) في ألبرتا .

## اعتماد برنامج الميتيس الهندي
بتمويل من الحكومتين الكندية وساسكاتشوان، كان برنامج تبني الميتيس الهندي ( AIM ) هو برنامج غرضه تعزيز تبني أطفال الأمم الأولى من قبل العائلات البيضاء من الطبقة المتوسطة في عام 1967. بدأ المشروع كل من أوتو دريجر، الذي أصبح فيما بعد مدير رعاية الطفل في ساسكاتشوان، وفرانك دورنشتودر. كان AIM هو برنامج التبني عبر الأعراق مصمم خصيصا للسكان الأصليين في كندا.
أنتجت قناة سي بي سي نيوز مقطعًا تلفزيونيًا عن AIM بعد السنة الأولى للمشروع، في مايو. وأظهر العديد من الأطفال الهنود والميتيس وهم يلعبون بينما قال المراسل كريج أوليفر للمشاهدين إنهم لا يمثلون سوى عدد قليل من مئات أطفال الأمم الأولى الذين تتراوح أعمارهم بين ستة أسابيع وستة أعوام والذين يحتاجون إلى عوائل تتبناهم. وذكر أن هناك زيادة في عدد الأطفال من هذه المجتمعات الذين هم عرضة للتبني بسبب ارتفاع الولادات غير الشرعية وانهيار الزواج بين الهنود والميتس.
وكانت الحكومة تستقبل ما يقرب من 200 طفل كل عام كرعايا للدولة وكانت تواجه صعوبة في العثور على منازل دائمة لهم. وقد صور التقرير الإخباري برنامج AIM كحل للمشكلة.
أعلن البرنامج عن إتاحة الأطفال الهنود والميتس للتبني من خلال حملة تسويقية من خلال إعلانات الراديو والتلفزيون والصحف. وقيل إن صور هؤلاء الأطفال التي نُشرت في الصحف الإقليمية مع إعلانات AIM هي الجانب الأكثر فاعلية في تواصلها مع العائلات المحتملة. كما وعد البرنامج أيضًا بالتبني السريع، مع إكمال العملية في غضون 10 أسابيع فقط.
استمر برنامج AIM الأصلي حتى عام 1969 وساهم في تقبل فكرة التبني عبر الدمج بين الأعراق. تم توسيع نطاق تركيز البرنامج في عام 1970 ليشمل جميع الأطفال من كافة الأعراق، لكنه استمر في التركيز بشكل خاص على أطفال الأمم الأولى نظرًا للعدد الكبير الذي تم احتجازه من قبل الأخصائيين الاجتماعيين في ساسكاتشوان. على سبيل المثال، في عام 1969، كان الهنود والميتيس يمثلون 7.5% فقط من سكان ساسكاتشوان، لكن أطفالهم يمثلون 41.9% من إجمالي الأطفال في دور الحضانة في المقاطعة.
في عام 1971، شكلت جمعية الميتيس في ساسكاتون لجنة ميتيس فوستر الرئيسية، بقيادة هوارد آدامز، وفيليس تروتشي، ونورا ثيبودو، وفيكي راسيمي. كان الغرض منه هو تحدي برنامج AIM وإنشاء برنامج دار رعاية يديرونه الميتيس. رأى قادة اللجنة أن برنامج AIM يضر بالأطفال والآباء ومجتمع الميتيس وإن الحملة الإعلانية لـ AIM كانت عنصرية، على وجه التحديد لأنها أشارت ضمنًا إلى أن آباء الميتيس غير قادرين على رعاية أطفالهم، وصورت أطفال الأمم الأولى على أنهم أقل شأنا وغير مرغوب فيهم، وأنه يمكن قبول أي عائلة بيضاء ترغب بتبنيهم.

## آثار طويلة المدى
قامت لجنة الحقيقة والمصالحة الكندية بتوثيق تجارب أطفال السكان الأصليين الذين أبعدتهم الحكومة عن عائلاتهم ووضعتهم في مدارس سكنية. ركز مفوضو لجنة الحقيقة والمصالحة، الذين تم تكليفهم بمشاركة هذه الحقائق مع جميع الكنديين، يتناول تقرير لجنة الحقيقة والمصالحة، الذي نُشر في عام 2015، آثار مغرفة الستينيات وكذلك تأثير المدارس الداخلية على مجتمعات السكان الأصليين:
أدت آثار المدارس السكنية ومغرفة الستينيات على السكان الأصليين إلى صدمة تاريخية ونفسية عابرة للأجيال أثرت سلبًا على مهارات الأبوة والأمومة والقيم الاجتماعية والظروف الاقتصادية والنجاح المستقبلي. وقد تسببت هذه الصدمة في معدلات هائلة من الانتحار، والقتل، والاكتئاب، وتعاطي المخدرات، وإدمان الكحول، وإساءة معاملة الأطفال، والعنف المنزلي، وصراع الهوية الذاتية، وغيرها من المشاكل الاجتماعية. هذه العوامل، مجتمعة مع التحيز ضد مهارات السكان لأصليين في الأبوة والأمومة والميل إلى اعتبار فقرهم بسبب اهمالهم المتعمد وليس نتيجة للسياسات الحكومية الفاشلة التي أدت إلى معدلات غير متناسبة بشكل صارخ من سلب الأطفال من أهاليهم .
وفقًا لشاندل فاليكيت، "تعلموا في المدارس الداخلية أن البالغين غالبًا ما يمارسون السلطة والسيطرة من خلال سوء المعاملة ولأن الدروس المستفادة في مرحلة الطفولة غالباً ما تتكرر في مرحلة البلوغ، لهذا يلاحظ الناجين من نظام المدارس السكنية غالباً ما يتسببون في إساءة معاملة أطفالهم. تدفع هذه الصور النمطية عن السكان الأصليين إلى قيام العاملين في مجال رعاية الأطفال إلى اتخاذ قرار أسرع بإخراج الأطفال من منازلهم.
التأثير السلبي لمغرفة الستينيات ليس مبالغة، إن مثل هذا العمل المتمثل في اختطاف الأطفال وإبعادهم عن ممارسة قيمهم الثقافية أدى إلى تدمير بنيتهم الاجتماعية والسياسية التي كانت هي القاعدة السائدة في مجتمعات السكان الأصليين وتعطيل نقل المعرفة إلى إليهم من خلال سرد القصص والقيم الأسرية، وأهمية كبار السن، وأهمية المجتمع على الفردانية كما هو الحال في المجتمعات البيضاء. ونتيجة لذلك، فإن العديد من الأطفال الذين تم وضعهم في المنازل خلال مغرفة الستينيات سُرقت منهم هويتهم الجماعية ومعارفهم الثقافية.

## شخصيات بارزة
- ريتشارد كاردينال ، طفل من الميتيس، ولد في فورت تشيبويان، ألبرتا. دخل نظام الحضانة عندما كان في الرابعة من عمره. في برنامج رعاية الطفل في ألبرتا، كان لديه ما مجموعه 28 مكانًا للرعاية الجماعية والحضانة والمرافق الآمنة والملاجئ. في السابعة عشرة من عمره، شنق ريتشارد نفسه في 26 يونيو 1984. فيلم عام 1986 عن حياته القصيرة، ريتشارد كاردينال: صرخة من يوميات طفل ميتيس، كان مبنيًا على مذكراته الشخصية ومقابلات مع شقيقه تشارلي ووالديه بالتبني.[29]
- سيدني ديون هو رجل من السكان الأصليين من مانيتوبا تبنته عائلة في الولايات المتحدة في عام 1971. يعرض برنامج CBC 8th Fire قصته حول العودة إلى كندا. ادخر أمواله حتى يتمكن من العثور على عائلته في كندا. وعندما وصل إلى الحدود، تم رفضه: "إنهم يعلمون أنني ولدت هنا، لكنني لست مواطنًا هنا". ولم يكن لديه شهادة ميلاد كندية، وتم تغيير اسمه. ولذلك، لم يكن لديه أي دليل على أنه مواطن كندي. وفي محاولته الثانية للوصول إلى كندا، نجح. واعترف حرس الحدود بأنه كان قاصراً عندما تم تبنيه ولم يوافق ضمناً على أن يصبح مقيماً في الولايات المتحدة، ومن ثم سمح له بدخول كندا بدون جواز سفر.[30]
- تابر جريجوري ، الذي تم تعميده بواسطة هنري ديجارليه، كان رجلًا من السكان الأصليين من كولد ليك نيشن، ألبرتا، والذي أصبح أول طفل يتم وضعه في الولايات المتحدة كجزء من مغرفة الستينيات ليتم الاعتراف به من قبل لجنة الحقيقة والمصالحة الكندية في عام 2011 [31]
- أصبح واين سنيلجروف أول طفل يتم وضعه في الولايات المتحدة كجزء من مغرفة الستينيات ليتم الاعتراف به من قبل المحاكم الكندية، في يناير 2015، من خلال دعوى قضائية مدنية مرفوعة أمام الحكومة الفيدرالية الكندية.[32][33]
- بيتي آن آدم، صحفية في The StarPhoenix، تعاونت مع المخرجة تاشا هوبارد في ولادة عائلة، وهو فيلم وثائقي من المجلس الوطني للسينما في كندا عن انفصالها ولم شملها مع ثلاثة من إخوتها. تم عرض الفيلم لأول مرة في مهرجان Hot Docs الكندي الدولي للأفلام الوثائقية لعام 2017. تواصل آدم مع هوبارد لتوثيق قصتها بناءً على طلب من المفوض الذي عمل في لجنة الحقيقة والمصالحة الكندية.[34]
- ناكوسيت، من كري من لا رونج, ساسكاتشوان, تم تبنيها من قبل عائلة يهودية في مونتريال عندما كانت في الثالثة من عمرها.[35][36][37] وهي الآن المديرة التنفيذية لمأوى النساء الأصليات في مونتريال وتعتمد على خبرتها بالتبني في عملها لتحسين حياة السكان الأصليين في المناطق الحضرية. وهي عضو في اللجنة التوجيهية لشبكة استراتيجية مجتمع السكان الأصليين الحضريين في مونتريال. أنتجت ناكوسيت واستضافت المسلسل التلفزيوني Indigenous Power وحصلت على لقب "امرأة العام 2014" من قبل مجلس مونتريال للنساء.[38]
- ولدت كارول روز جولدن إيجل عام 1963 في مستشفى ديني لامرأة من الأمم الأولى كانت ممرضة غير متزوجة. وقامت سلطات المستشفى بتجريدها من والدتها. كتبت "يوميات Bearskin" وهي رواية وسيرة ذاتية مستوحاة من هذه الحلقة من حياتها.[39]
- جوردون إدوين ساندرسون، ضحية قتل كندية لم يتم التعرف عليها سابقًا تم العثور عليها في خزان للصرف الصحي في عام 1977 في ليندبروك، ألبرتا. ولا يزال التحقيق في مقتله مستمرا.

## دعوى قضائية جماعية في أونتاريو
إلى جانب عدد من الدعاوى التي رفعت في عدة مقاطعات، قامت مارسيا براون مارتل، رئيسة الأمة الأولى في بيفرهاوس في عام 2009 برفع دعوى قضائية جماعية في أونتاريو نيابة عن أطفال السكان الأصليين المتضررين من مغرفة الستينيات. حيث قد عانت من الاعتداء العاطفي والجسدي والجنسي بعد أن تم وضعها في نظام الحضانة عندما كانت طفلة.

في 14 فبراير 2017، حكم قاضي المحكمة العليا إدوارد بيلوبابا لصالح المدعين في القضية المعروفة باسمBrown v. Canada (Attorney General) . ووجد القاضي بيلوبابا أن كندا قد انتهكت واجبها في القانون العام المتمثل في الرعاية.
اتخاذ خطوات لازمة لمنع الأطفال الهنود الموجودين في المحميات في أونتاريو، والذين تم وضعهم في رعاية اسر حاضنة أو بالتبني من غير السكان الأصليين، من فقدان هويتهم الأصلية.
كما أقر القاضي بيلوبابا، في قراره، بتأثير مغرفة الستينيات على الناجين:
حدثت مغرفة الستينيات وحدث ضرر كبير . . . الدليل القاطع الذي قدمه خبراء المدعي هو أن فقدان هوية السكان الأصليين ترك الأطفال مشوشين بشكل كلي، مع انخفاض قدرتهم على عيش حياة صحية ومرضية. أدى فقدان هوية السكان الأصليين إلى اضطرابات نفسية وتعاطي المخدرات والبطالة والعنف والعديد من حالات الانتحار.
صرحت وزيرة شؤون السكان الأصليين كارولين بينيت، في مقابلات أجريت بعد إعلان النتيجة، أن كندا لن تستأنف القرار.
في 6 أكتوبر 2017، تم الإعلان عن تسوية بقيمة 800 مليون دولار. وسوف توفر حالة الأمم الأولى والإنويت الذين تم تبنيهم من أسرهم ومجتمعاتهم كجزء من مغرفة الستينات، مع تعويض يتراوح بين 25000 إلى 50000 دولار، اعتمادًا على عدد المطالبين الذين يتقدمون. كما سيتم إنشاء منحة بقيمة 50 مليون دولار لمؤسسة شفاء السكان الأصليين. لن تحصل الأمم الأولى التي لا تتمتع بوضع قانوني على تعويض بموجب التسوية.

## حالات مماثلة في بلدان أخرى
وفي أستراليا، انتهجت سياسة مماثلة تجاه أطفال السكان الأصليين وسكان جزر مضيق توريس حيث قامت الحكومة بسلب الأطفال من أسرهم ووضعتهم في دور الأيتام، أو دور الأطفال، أو مع آباء حاضنين من غير السكان الأصليين. يُشار إلى هؤلاء الأطفال أحيانًا باسم الأجيال المسروقة.
في الولايات المتحدة، وفقًا للجمعية الوطنية لرعاية الطفل الهندي (NICWA)، تم إبعاد 25 إلى 35 بالمائة من الأطفال الأصليين في جميع أنحاء البلاد عن أسرهم في عام 1978.
تم اعتماد التشريع الفيدرالي الشامل الذي يحدد معايير إجراءات حضانة الأطفال، وهو قانون رعاية الطفل الهندي (ICWA)، في ذلك العام. تنص ICWA على أنه عندما يتوفى أحد الوالدين لطفل أمريكي أصلي، يجب بذل جهود شاملة للم شمل الطفل مع الوالد الباقي على قيد الحياة أو أقاربه الآخرين. يتم وضع الأطفال مع عائلات غير أصلية فقط عندما لا يمكن العثور على دار رعاية تابعة للسكان الأصليين، ويفضل أن يكون ذلك داخل قبيلة الطفل.
في الخمسينيات من القرن الماضي، أخذت السلطات الكندية أطفال مجموعة هامشية من الدوخوبور الروس في كولومبيا البريطانية، يُطلق عليهم اسم Freedomites أو أبناء الحرية.

## أنظر أيضا
- تنبيه الولادة
- الإبادة الثقافية
- الأجيال المسروقة في أستراليا

## روابط خارجية
- دعوى قضائية جماعية في الستينيات
- الجيل المسروق، مغرفة الستينات
- "مغرفة الستينات"، الفصل 14 "رعاية الطفل"، تقرير تحقيق عدالة السكان الأصليين في مانيتوبا . العدالة والسكان الأصليين. لجنة تنفيذ عدالة السكان الأصليين.
- مقالة CBC: "ولادة عائلة"